# Messin' with the Kid
«Messin' with the Kid» — пісня американського блюзового співака Джуніора Веллса, випущена синглом у 1960 році на лейблі Chief. Пісня була включена до Зали слави блюзу.  

## Оригінальна версія
Пісня була написана Мелом Лондоном, власником/автором пісень/продюсером чиказького лейблу Chief, на якому записувався Джуніор Веллс з 1957 по 1961 роки. На назву «Messin' with the Kid» Лондона надихнула молодша донька Веллса, Джина, коли той приїхав до його будинку, аби забрати на заплановану сесію звукозапису.
Запис відбувся 17 жовтня 1960 року в Чикаго (Іллінойс), в якому взяли участь Веллс (вокал), Ерл Гукер на гітарі, Джаррет Гібсон на тенор-саксофоні, Джонні Вокер на фортепіано, Джек Маєрс на контрабасі і Фред Белоу на ударних. Продюсером виступив Мел Лондон. Веллс лише співає на «Messin' with the Kid», і на відміну від своїх ранніх синглів, він тут не грає на гармоніці. Пісня була випущена у 1960 році лейблом Chief на синглі з «Universal Rock» на стороні «Б».
У 1966 році Веллс записав іншу версію пісні, за участі іншої ритм-секції, на якій співає та грає соло на гармоніці разом з Бадді Гаєм на гітарі, Маєрсом і Белоу. Пісня вийшла у 1966 році на альбомі-компіляції Chicago/The Blues/Today! Vol. 1 на Vanguard. Веллс і Гай записали пісню дуетом для Play the Blues (Atco, 1972) і для концертного альбому Live In Montreux (Black & Blue, 1978). У 1996 році Веллс записав концерту версію для Live at Buddy Guy's Legends (1997).

## Інші версії
Пісню перезаписали інші виконавці, зокрема Мадді Вотерс під назвою «Messin' with the Man» для синглу (Chess, 1961), Ерл Гукер інструментальну версію під назвою «Rockin' with the Kid» для синглу (Chief, 1961), Рорі Галлахер для Live! In Europe (1972), Джонні Вінтер для White, Hot and Blue (1978), Лютер Еллісон для Gonna Be a Live One in Here Tonight! (1979), AC/DC (1983) , Фредді Кінг (1975; вийшла 1989) та ін.

## Визнання
У 1998 році пісня «Messin' with the Kid» в оригінальному виконанні Веллса (Chief, 1960) була включена до Зали слави блюзу в категорії «Класичний блюзовий запис — пісня».